# Белаши (Дергачёвский район)
Белаши (укр. Білаші), село, 
Дергачевский городской совет,
Дергачёвский район,
Харьковская область.
Код КОАТУУ — 6322010101. Население по переписи 2001 года составляет 86 (34/52 м/ж) человек.

## Географическое положение
Село Белаши находится на левом берегу реки Лопань, на расстоянии в 2 км от города Дергачи. Село состоит из 2-х частей, разнесённых на 1 км и разделённых балкой, по которой протекает пересыхающий ручей с запрудой.
Рядом проходит железная дорога, село находится между станциями Безруковка и Новые Дергачи (Платформа 765 км) (2,5 км).

## История
- 1680 — дата основания.

## Экономика
- В селе есть молочно-товарная ферма с отстойниками.

## Достопримечательности
- Братская могила советских воинов.